# Biały Kieł
Biały Kieł (tyt. oryg. White Fang) – powieść amerykańskiego pisarza Jacka Londona z 1906. Opowieść o wilku – Białym Kle oraz jego przejściach z psami i ludźmi. Po raz pierwszy wydana w 1906 roku, przekład polski – w 1926.

## Fabuła
Biały Kieł był w jednej czwartej psem i trzech czwartych wilkiem. Początkowo wychowywany przez matkę w puszczy, później przypadkiem trafił wraz z matką  do Indian. Tam Szary Bóbr rozpoznał w wilczycy sukę o imieniu Kiche, która należała do jego zmarłego brata i podczas głodu przystała do sfory wilków. W wiosce szczeniak prześladowany przez inne psy stał się samotnikiem. Rozłączono go z matką, a jego pan traktował go bez uczuć, choć sprawiedliwie, i Biały Kieł się do niego przywiązał. Dwukrotnie uciekał z obozu, lecz wracał. Szybko okazał się silniejszy od innych psów i nauczył się z nimi walczyć. Dla Szarego Bobra i jego syna był w zaprzęgu psem pociągowym. 
Jego agresję i umiejętność walki w forcie Jukon zauważył Piękniś, który po wielu staraniach odkupił wilczura od Indianina. Wobec złego traktowania, bicia i głodzenia Biały Kieł całkowicie zdziczał. Wykorzystywany był do nielegalnych walk z innymi psami i wilkami oraz pokazywany jako „pies zapaśnik”. Przez długi czas był niepokonany, ale kiedy starł się z buldogiem Cheerokee, omal nie zginął. Uratowany został jednak przez dwóch ludzi: Matta i Weedona Scotta, który stał się jego nowym panem. Weedonowi początkowo z trudem przychodziło ponowne oswojenie wilka, odwdzięczajęgo mu się wyjątkową wiernością i miłością. 
Kiedy mężczyzna zmuszony jest powrócić do rodzinnego domu w hrabstwie Santa Clara, Biały Kieł nie chce zostać z Mattem i Scott zabiera go ze sobą. Życie na południu jest dla niego przyjemne, choć większość ludzi ma początkowo obawy przed jego wilczą naturą. Najbardziej wroga jest jednak suka owczarka niemieckiego Collie. Wychowany na dzikiej północy Biały Kieł musi zmienić swoje nawyki, by przystosować się do życia na farmie w Kalifornii, lecz dzięki wrodzonej inteligencji oraz posłuszeństwu szybko się uczy i zdobywa ludzkie uznanie. Oddaje przysługę sprowadzając pomoc, kiedy Weedon spada z konia, szczere uczucie rodziny zdobywa jednak w obronie Scotta seniora przed śmiertelnym niebezpieczeństwem. Zagryza Jima Halla, zbiegłego skazańca, gdy ten wdziera się do domu, by zamordować sędziego, który skazał go na długoletnie więzienie. Pies odnosi w tej walce poważne rany (trzykrotnie postrzelony, doznaje też złamań i obrażeń wewnętrznych) i niemal cudem unika śmierci. W finale powieści Biały Kieł z wolna powraca do zdrowia i okazuje się, że został ojcem sześciu szczeniąt – matką jest Collie, która przełamała swoją instynktowną wrogość do wilka.

## Adaptacje filmowe
- Biały Kieł – radziecki film przygodowy z 1946 roku.
- Biały Kieł – amerykański film przygodowy z 1991 roku.
- Legenda o Białym Kle – francusko-kanadyjski serial animowany.
- Biały Kieł – francusko-amerykański film animowany z 2018 roku[1].